# تینو لتیری
تینو لتیری (انگلیسی: Tino Lettieri؛ زادهٔ ۲۷ سپتامبر ۱۹۵۷) بازیکن فوتبال ایتالیایی‌تبار اهل کانادا بود.
از باشگاه‌هایی که در آن بازی کرده‌است می‌توان به باشگاه فوتبال ونکوور وایتکپس اشاره کرد.
وی همچنین در تیم ملی فوتبال کانادا بازی کرده‌است.